# Ames (kommun)
Ames är en kommun i Spanien. Den ligger i provinsen A Coruña i den autonoma regionen Galicien i nordvästra delen av landet, 500 km väster om huvudstaden Madrid. Antalet invånare är 32 812 (2024). Arean är 80,10 kvadratkilometer. Ames gränsar till Santiago de Compostela, Teo, Brión, Negreira, A Baña och Val do Dubra. 